# Carl Gustaf Lewenhaupt

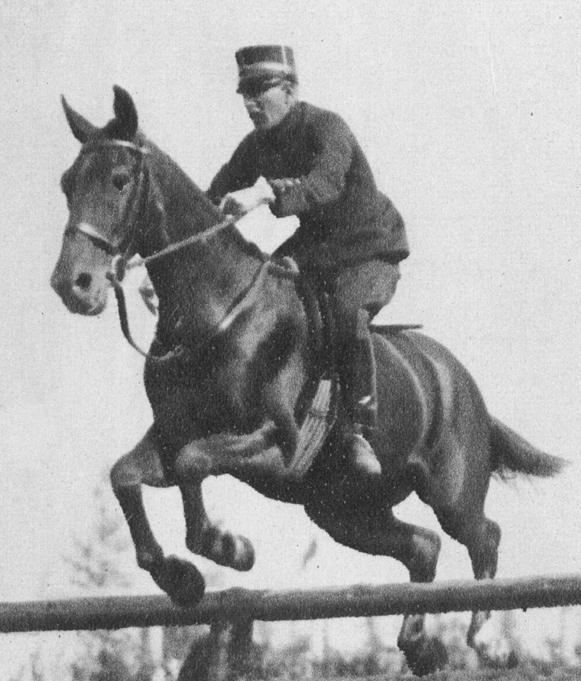
Carl Gustaf Lewenhaupt en los Juegos Olímpicos de Suecia 1920

Carl Gustaf Moritz Thure Lewenhaupt (Örebro, 7 de enero de 1884-Estocolmo, 11 de mayo de 1935) fue un jinete sueco que compitió en las modalidades de salto ecuestre y concurso completo.
Participó en dos Juegos Olímpicos de Verano en los años 1920 y 1924, obteniendo dos medallas, bronce en Amberes 1920 y plata en París 1924.

## Palmarés internacional
| Juegos Olímpicos | Juegos Olímpicos  | Juegos Olímpicos  | Juegos Olímpicos |
| Año              | Lugar             | Medalla           | Categoría        |
| ---------------- | ----------------- | ----------------- | ---------------- |
| 1920             | Amberes (Bélgica) | Medalla de bronce | Individual       |

| Juegos Olímpicos | Juegos Olímpicos | Juegos Olímpicos | Juegos Olímpicos |
| Año              | Lugar            | Medalla          | Categoría        |
| ---------------- | ---------------- | ---------------- | ---------------- |
| 1924             | París (Francia)  | Medalla de plata | Por equipos      |